# Andrea Tuana
Pour les articles homonymes, voir Tuana (homonymie).
Andrea Tuana Nägeli (née en 1969 à Montevideo) est une militante et chercheuse féministe uruguayenne engagée contre la traite sexuelle et les violences faites aux femmes et aux mineurs. Elle est la directrice de l'ONG «Association civile El Paso» qui défend les droits humains, et membre du «Réseau Uruguayen contre la violence domestique et sexuelle et la violence inter-sociale féministe». Elle est considérée comme une des principales figures de la mobilisation féministe contre la violence de genre en Uruguay,,.

## Formation
Andrea Tuana a obtenu un diplôme en Travail Social à l'Université d'Etat de l'Uruguay (Université de la République), et un diplôme en «Genre, Développement et Planification» au Centre Interdisciplinaire d'Études de Genre  la Faculté de Sciences Sociales de l'Université du Chili. Elle est également titulaire d'un master en «Politique publique et genre» de la Faculté latino-américaine de sciences sociales (FLACSO).

## Carrière et activité militante
Andrea Tuana est Coordinatrice Académique du Diplôme Supérieur sur la Violence dans le cadre de la Faculté latino-américaine de sciences sociales en Uruguay.
Directrice de l'«Association civile El Paso», membre du «Réseau uruguayen contre la violence domestique et sexuelle et la violence inter-sociale féministe», elle est régulièrement invitée à s'exprimer dans les médias par exemple dans El País, La Vanguardia, El Espectador, Teledoce, Radio Uruguay (en),, etc. Selon elle «quand on met au centre du débat la question de la discrimination à l'égard des femmes, on conteste le pouvoir» ; la violence sexiste n'est pas selon elle une question purement privée. Elle appelle à réformer la législation et à voter plus de moyens budgétaires pour protéger les victimes de violences.

## Sélection de publications
- Trata sexual en Uruguay : alcances et limitaciones de la asistencia a víctimas (La traite sexuelle en Uruguay : l'assistance aux victimes, sa portée et les limitations qui lui sont imposées) (2018).
- Explotación sexual de niñas, niños et adolescentes : manual sobre conceptos básicos et herramientas de intervención (L'exploitation sexuelle des enfants et des et des adolescents : concepts fondamentaux et outils d'intervention) (2019), en collaboration avec Fabiana Condon et Milka da Cunha.
- Derechos humanos et violencia doméstica : herramientas conceptuales para docentes (Droits humains et violence domestique) (2013), anthologie.
- Campaña Nunca más a mi lado : campaña de denuncia et prevención de la violencia doméstica : campagne de dénonciation et prévention de la violence domestique .
- La trata de mujeres con fines de explotación sexual en el Mercosur : diagnóstico regional  (La traite des femmes à des fins d'exploitation sexuelle au Mercosur : diagnostic régional (2012), en collaboration avec Diana González Perett, Laura Sardá, Liliana Russe, Verónica Teresi, Lourdes Barboza et Cristina Prego.
- El género, la edad et los escenarios de la violencia sexual (Le genre, l'âge et les plateaux de la violence sexuelle) (2009), en collaboration avec Diana González Perett.
- Invisibles et silenciadas : aportes et reflexiones sobre la trata de personas con fines de explotación sexual comercial en Uruguay Invisibles et silencieuses : réflexions sur la traite de personnes à des fins d'exploitation sexuelle et commerciale en Uruguay (2006), en collaboration avec Diana González Perett.
- Violencia doméstica e incidencia en políticas públicas (Violence domestique et incidence sur les politiques publiques) (2005)[1].

## Distinction
Elle a reçu en 2020 le prix «Montevideanas» dans le cadre de la Journée internationale de la femme pour sa contribution au progrès social en Uruguay.